# Jill Vedder
Jill Vedder, née Jill Kristin McCormick le 11 novembre 1977 à Los Angeles dans Californie, est un mannequin, une philanthrope et militante américaine. Elle est cofondatrice et vice-présidente du conseil de EB Research Partnership, une organisation à but non lucratif destinée à la recherche d'un traitement curatif contre l'épidermolyse bulleuse, un trouble génétique de la peau. Vedder est également ambassadrice de Global Citizen et de la Vitalogy Foundation.

## Biographie
McCormick est née à Los Angeles, en Californie, fille de Bud et Amy McCormick. Elle a trois sœurs. À 15 ans, McCormick a déménagé avec sa famille à Bradenton, en Floride. Elle a obtenu son diplôme de l'école secondaire Manatee High School à 17 ans en 1995, et a été immédiatement acceptée dans la division de Miami de Elite Models.
En 1996, McCormick était l’une des 15 finalistes du concours du modèle élite de l’année et s’est installée à Paris pour y poursuivre sa carrière de mannequin. Elle est apparue dans de nombreux magazines, tels que Vogue, Elle, Marie Claire, Cosmopolitan et Harper's Bazaar,.

## Vie privée
McCormick et le chanteur de Pearl Jam, Eddie Vedder, ont commencé une relation en 2000. Le couple s’est fiancé en 2009 et s’est marié le 18 septembre 2010,. Ils ont deux filles, Olivia, née en 2004, et Harper, née en 2008,. En 2011, McCormick est apparue dans le vidéo clip du single solo de Vedder, "Longing to Belong". McCormick a adopté le nom de famille de son mari comme son nom professionnel.

## Philanthropie
Après avoir quitté le mannequinat, McCormick est devenue une militante. Elle est cofondatrice et vice-présidente du partenariat de EB Research Partnership, une organisation à but non lucratif destinée à la recherche d'un remède contre le désordre génétique de la peau Épidermolyse bulleuse, et est ambassadrice de Global Citizen, une organisation engagée dans la lutte contre la pauvreté extrême d'ici 2030. McCormick est également active au sein de la Vitalogy Foundation, qui soutient les efforts d'organisations à but non lucratif accomplissant un travail louable dans les domaines de la santé communautaire, de l'environnement, des arts et de l'éducation et du changement social. Elle soutient également "Moms Demand Action" dans sa lutte contre la violence armée et la National Rifle Association.
Depuis 2012, McCormick soutient "Every Mother Counts", une organisation à but non lucratif qui veille à ce que la grossesse et la naissance d'un enfant soient sans danger pour toutes les mères des États-Unis et du monde entier.
En 2013, avec ses sœurs Denise et Ashley, Jill a créé "Babes Against Brain Cancer", une organisation caritative qui se consacre à aider les personnes atteintes de glioblastome multiforme,.